# Warnstorfia tundrae
Warnstorfia tundrae är en bladmossart som beskrevs av Leopold Loeske 1907. Warnstorfia tundrae ingår i släktet fattigkrokmossor, och familjen Amblystegiaceae. Inga underarter finns listade i Catalogue of Life.